# Alianza Atea Internacional
La Alianza Atea Internacional (en inglés, Atheist Alliance International) es una alianza que agrupa cincuenta y ocho organizaciones ateas alrededor del mundo, cuarenta y ocho de las cuales están radicadas en los Estados Unidos de América.
Fundada en 1991, el propósito de su fundación es «fomentar el establecimiento y crecimiento de sociedades ateas y democráticas" y "trabajar en equipo con agrupaciones de sensibilidad parecida para fomentar el pensamiento racional a través de la educación"». Su objetivo extraoficial es unir a los ateos y darles una voz que les una.
Su actual presidenta es Christine Shellska (Canadá).
La organización celebra anualmente una conferencia, edita la revista Pensamiento Secular, y gestiona el Directorio del Librepensamiento.

## Premio Richard Dawkins

Símbolo ateo genéric resultado de un concurso en 2007 de la AAI. Creado por Diane Reed

La AAI concede anualmente el premio Richard Dawkins desde 2003 a individuos o grupos en su conferencia anual. Las bases del premio establecen:

El premio Richard Dawkins será galardonado anualmente en reconocimiento a un ateo destacado por su labor de despertar la conciencia pública sobre la naturaleza no divina de la existencia; que a través de sus escritos, medios de comunicación, expresiones artísticas, películas o alocuciones públicas hubiera incrementado el conocimiento científico; que a través de su trabajo o inspirados en su ejemplo aprendamos a aceptar una filosofía no teísta; y que su postura pública sea coherente con el compromiso inquebrantable de Richard Dawkins con el no teísmo.

### Personas galardonadas
- 2003 — James Randi (premio inaugural)
- 2004 — Ann Druyan
- 2005 — Penn y Teller
- 2006 — Julia Sweeney
- 2007 — Daniel Dennett
- 2008 — Ayaan Hirsi Ali
- 2009 — Bill Maher
- 2010 — Susan Jacoby
- 2011 — Christopher Hitchens
- 2012 — Eugenie Scott[8]